# Divisione Nazionale A 2012-2013
La Divisione Nazionale A 2012-2013 è stata la seconda stagione del massimo livello dilettantistico del Campionato italiano di pallacanestro, dopo il cambio di denominazione dei campionati dilettantistici avvenuta nell'estate 2011.
Il campionato era in precedenza noto come Serie A Dilettanti, ed ancora prima come Serie B d'Eccellenza.

## Regolamento

### Formula
Al campionato di Divisione Nazionale A 2012-2013 prendono parte 18 squadre, in un girone unico. Le squadre si incontrano tra di loro con gare di andata e ritorno. Inizialmente le squadre iscritte erano 20 ma la rinuncia di Rieti e l'esclusione della Eagles Bologna prima dell'11ª giornata costringono al riposo due squadre, a partire dal 12º turno di campionato.
- Le squadre classificate dal 1º al 4º posto accederanno ai play-off;
- Le squadre classificate dal 5º al 10º posto non effettueranno ulteriori incontri;
- Le squadre classificate dall'11º al 18º posto accederanno ai play-out.

### Promozioni e retrocessioni
- La squadra vincente i play-off viene promossa nel nuovo campionato di Divisione Nazionale A Gold; le tre perdenti ai play-off accedono alla Divisione Nazionale A Silver.
- Le squadre classificate dal 5º al 10º posto in stagione regolare vengono ammesse in DNA Silver.
- Le squadre classificate dall'11º al 18º posto disputano i play-out: le quattro vincenti vengono ammesse in DNA Silver, le perdenti retrocedono.

## Squadre
- Fortitudo Agrigento
- CUS Bari
- Eagles Bologna
- Casalpusterlengo
- Lago Maggiore
- Pall. Chieti
- Pall. Firenze
- Pall. Ferrara 2011
- Latina Basket
- Pall. Lucca

- Olimpia Matera
- Primavera Mirandola
- Fulgor Omegna
- Perugia Basket
- Recanati
- Viola R. Calabria
- San Severo
- PMS Basketball
- Treviglio

## Stagione regolare

### Classifica
|  |     | Classifica stagione regolare     | PT | G  | V  | P  | PF   | PS   | Dif  |
|  | --- | -------------------------------- | -- | -- | -- | -- | ---- | ---- | ---- |
|  | 1.  | Manital Torino                   | 52 | 34 | 26 | 8  | 2554 | 2314 | 240  |
|  | 2.  | Bawer Matera                     | 44 | 34 | 22 | 12 | 2497 | 2469 | 28   |
|  | 3.  | Moncada Solar Agrigento          | 40 | 34 | 20 | 14 | 2419 | 2373 | 46   |
|  | 4.  | Assigeco Casalpusterlengo        | 40 | 34 | 20 | 14 | 2543 | 2353 | 190  |
|  | 5.  | SBS Castelletto                  | 38 | 34 | 19 | 15 | 2636 | 2578 | 58   |
|  | 6.  | Paffoni Omegna                   | 38 | 34 | 19 | 15 | 2374 | 2288 | 86   |
|  | 7.  | ArcAnthea Lucca                  | 38 | 34 | 19 | 15 | 2498 | 2486 | 12   |
|  | 8.  | Co.Mark Treviglio                | 36 | 34 | 18 | 16 | 2566 | 2496 | 70   |
|  | 9.  | Brandini/Claag Firenze           | 34 | 34 | 17 | 17 | 2556 | 2477 | 79   |
|  | 10. | Viola Reggio Calabria            | 34 | 34 | 17 | 17 | 2510 | 2546 | -36  |
|  | 11. | Basket Recanati                  | 32 | 34 | 16 | 18 | 2445 | 2465 | -20  |
|  | 12. | Mobyt Ferrara                    | 32 | 34 | 16 | 18 | 2495 | 2493 | 2    |
|  | 13. | Liomatic Group Bari              | 32 | 34 | 16 | 18 | 2370 | 2422 | -52  |
|  | 14. | Dinamica-DWB Mirandola           | 30 | 34 | 15 | 19 | 2477 | 2533 | -56  |
|  | 15. | BLS Chieti                       | 30 | 34 | 15 | 19 | 2466 | 2515 | -49  |
|  | 16. | Benacquista Assicurazioni Latina | 24 | 34 | 12 | 22 | 2457 | 2577 | -120 |
|  | 17. | EnoAgrimm San Severo             | 22 | 34 | 11 | 23 | 2406 | 2647 | -241 |
|  | 18. | Liomatic Perugia                 | 16 | 34 | 8  | 26 | 2224 | 2461 | -237 |
|  |     | Eagles Bologna                   | -  | -  | -  | -  | -    | -    | -    |

### Risultati
| Prima giornata                       |                          |              |
| 30 sett. 2012                        |                          | 20 gen. 2013 |
| 67-82                                | Reggio C.-Agrigento      | 66-65        |
| 75-68                                | Recanati-Castelletto     | 87-94        |
| 88-96                                | Mirandola-Ferrara        | 80-74        |
| 66-69                                | Chieti-Lucca             | 86-73        |
| 65-66                                | San Severo-Bari          | 53-67        |
| 74-79                                | Latina-Treviglio         | 67-98        |
| 78-70                                | Matera-Omegna            | 44-61        |
| 74-61                                | Torino-Perugia           | 57-56        |
| 72-70                                | Bologna-Casalpusterlengo |              |
| Riposano: Firenze e Casalpusterlengo |                          |              |

| Seconda giornata            |                         |              |
| 7 ott. 2012                 |                         | 27 gen. 2013 |
| 81-76                       | Treviglio-Recanati      | 69-77        |
| 90-82                       | Firenze-Bologna         |              |
| 65-77                       | Perugia-San Severo      | 79-84        |
| 66-60                       | Lucca-Latina            | 62-68        |
| 89-72                       | Castelletto-Chieti      | 80-85        |
| 76-82                       | Omegna-Reggio Calabria  | 77-73        |
| 75-69                       | Casalpusterlengo-Torino | 59-72        |
| 81-74                       | Bari-Matera             | 63-75        |
| 83-76                       | Agrigento-Mirandola     | 63-71        |
| Riposano: Ferrara e Firenze |                         |              |

| Terza giornata              |                             |              |
| 10 ott. 2012                |                             | 30 gen. 2013 |
| 77-63                       | Bologna-Recanati            |              |
| 89-75                       | Mirandola-Reggio C.         | 67-76        |
| 80-81                       | Chieti-Treviglio            | 76-92        |
| 83-99                       | San Severo-Casalpusterlengo | 63-69        |
| 69-66                       | Latina-Agrigento            | 80-72        |
| 75-69                       | Matera-Lucca                | 78-93        |
| 81-71                       | Torino-Castelletto          | 74-60        |
| 79-66                       | Firenze-Ferrara             | 62-73        |
| 58-65                       | Perugia-Bari                | 63-70        |
| Riposano: Omegna e Recanati |                             |              |

| Quarta giornata                   |                        |             |
| 14 ott. 2012                      |                        | 3 feb. 2013 |
| 77-65                             | Treviglio-Mirandola    | 62-75       |
| 81-58                             | Ferrara-San Severo     | 85-86       |
| 83-81                             | Lucca-Torino           | 69-77       |
| 61-71                             | Reggio Calabria-Matera | 77-69       |
| 67-58                             | Castelletto-Latina     | 89-95       |
| 59-58                             | Omegna-Firenze         | 81-72       |
| 70-67                             | Bari-Bologna           |             |
| 71-53                             | Agrigento-Perugia      | 87-80       |
| 69-81                             | Recanati-Chieti        | 69-71       |
| Riposano: Casalpusterlengo e Bari |                        |             |

| Quinta giornata              |                          |              |
| 21 ott. 2012                 |                          | 10 feb. 2013 |
| 63-58                        | Perugia-Casalpusterlengo | 62-84        |
| 74-61                        | Bologna-Omegna           |              |
| 75-69                        | Chieti-Mirandola         | 56-80        |
| 84-78                        | San Severo-Reggio C.     | 56-66        |
| 78-82                        | Latina-Recanati          | 74-93        |
| 70-51                        | Matera-Castelletto       | 84-91        |
| 92-71                        | Torino-Agrigento         | 70-64        |
| 84-66                        | Firenze-Lucca            | 83-73        |
| 74-72                        | Ferrara-Bari             | 92-79        |
| Riposano: Treviglio e Omegna |                          |              |

| Sesta giornata                       |                          |              |
| 28 ott. 2012                         |                          | 17 feb. 2013 |
| 73-64                                | Treviglio-Perugia        | 76-79        |
| 96-56                                | Lucca-San Severo         | 72-67        |
| 58-69                                | Reggio C.-Bologna        |              |
| 87-79                                | Castelletto-Firenze      | 68-79        |
| 80-73                                | Omegna-Latina            | 79-88        |
| 80-69                                | Casalpusterlengo-Ferrara | 79-71        |
| 59-71                                | Mirandola-Matera         | 87-91        |
| 68-80                                | Bari-Torino              | 74-75        |
| 65-56                                | Agrigento-Chieti         | 90-83        |
| Riposano: Recanati e Reggio Calabria |                          |              |

| Settima giornata           |                         |              |
| 1º nov. 2012               |                         | 24 feb. 2013 |
| 83-94                      | Firenze-Treviglio       | 75-86        |
| 52-86                      | Perugia-Castelletto     | 72-79        |
| 91-76                      | Bologna-Agrigento       |              |
| 84-66                      | Chieti-Reggio Calabria  | 76-80        |
| 69-66                      | San Severo-Omegna       | 57-84        |
| 88-77                      | Latina-Casalpusterlengo | 67-75        |
| 74-59                      | Matera-Recanati         | 82-71        |
| 82-62                      | Torino-Mirandola        | 73-83        |
| 73-75                      | Ferrara-Lucca           | 52-63        |
| Riposano: Bari e Agrigento |                         |              |

| Ottava giornata               |                         |             |
| 4 nov. 2012                   |                         | 3 mar. 2013 |
| 56-71                         | Reggio Calabria-Torino  | 59-80       |
| 84-59                         | Castelletto-Bologna     |             |
| 76-67                         | Omegna-Casalpusterlengo | 71-87       |
| 79-69                         | Recanati-San Severo     | 71-54       |
| 59-56                         | Mirandola-Perugia       | 63-69       |
| 86-68                         | Chieti-Matera           | 60-69       |
| 74-82                         | Latina-Firenze          | 81-86       |
| 89-81                         | Agrigento-Bari          | 77-63       |
| 73-65                         | Treviglio-Ferrara       | 70-71       |
| Riposano: Lucca e Castelletto |                         |             |

| Nona giornata                      |                            |             |
| 11 nov. 2012                       |                            | 6 mar. 2013 |
| 85-72                              | Firenze-Mirandola          | 97-84       |
| 70-65                              | Perugia-Chieti             | 86-77       |
| 75-80                              | Bologna-Latina             |             |
| 76-78                              | Casalpusterlengo-Agrigento | 72-79       |
| 70-78                              | San Severo-Castelletto     | 79-100      |
| 65-47                              | Bari-Lucca                 | 62-64       |
| 82-66                              | Matera-Treviglio           | 71-111      |
| 90-70                              | Torino-Omegna              | 67-59       |
| 63-70                              | Ferrara-Recanati           | 64-73       |
| Riposano: Reggio Calabria e Latina |                            |             |

| Decima giornata              |                        |              |
| 18 nov. 2012                 |                        | 10 mar. 2013 |
| 64-67                        | Treviglio-Torino       | 78-88        |
| 80-74                        | Lucca-Casalpusterlengo | 63-73        |
| 68-75                        | Reggio C.-Perugia      | 79-67        |
| 76-70                        | Castelletto-Ferrara    | 72-76        |
| 66-61                        | Omegna-Bari            | 60-63        |
| 72-76                        | Recanati-Firenze       | 67-66        |
| 76-81                        | Mirandola-Bologna      |              |
| 55-62                        | Latina-Matera          | 85-88        |
| 81-70                        | Agrigento-S. Severo    | 80-81        |
| Riposano: Chieti e Mirandola |                        |              |

| Undicesima giornata             |                            |              |
| 21 nov. 2012                    |                            | 24 mar. 2013 |
| 74-62                           | Ferrara-Omegna             | 65-59        |
|                                 | Bologna-Perugia            |              |
| 83-53                           | Casalpusterlengo-Treviglio | 67-71        |
| 71-77                           | Recanati-Lucca             | 82-85        |
| 70-54                           | San Severo-Latina          | 71-73        |
| 65-71                           | Bari-Mirandola             | 71-82        |
| 57-48                           | Matera-Agrigento           | 69-74        |
| 77-61                           | Torino-Chieti              | 79-85        |
| 88-65                           | Firenze-Reggio C.          | 72-74        |
| Riposano: Castelletto e Perugia |                            |              |

| Dodicesima giornata      |                            |              |
| 25 nov. 2012             |                            | 27 mar. 2013 |
| 84-88                    | Treviglio-Castelletto      | 71-75        |
| 64-57                    | Perugia-Recanati           | 55-62        |
|                          | Lucca-Bologna              |              |
| 79-76                    | Reggio Calabria-Bari       | 73-75        |
| 46-59                    | Mirandola-Casalpusterlengo | 49-72        |
| 65-62                    | Chieti-Ferrara             | 55-72        |
| 74-64                    | Matera-Firenze             | 89-83        |
| 53-61                    | Agrigento-Omegna           | 52-67        |
| 78-75                    | Torino-San Severo          | 58-67        |
| Riposano: Latina e Lucca |                            |              |

| Tredicesima giornata      |                            |             |
| 2 dic. 2012               |                            | 7 apr. 2013 |
| 66-83                     | Ferrara-Latina             | 84-96       |
|                           | Bologna-Torino             |             |
| 71-65                     | Castelletto-Lucca          | 83-87       |
| 66-63                     | Omegna-Mirandola           | 75-58       |
| 65-77                     | Casalpusterlengo-Reggio C. | 91-87       |
| 62-69                     | Recanati-Agrigento         | 56-65       |
| 69-58                     | San Severo-Chieti          | 69-92       |
| 85-82                     | Bari-Treviglio             | 66-78       |
| 84-71                     | Firenze-Perugia            | 69-62       |
| Riposano: Matera e Torino |                            |             |

| Quattordicesima giornata      |                          |              |
| 9 dic. 2012                   |                          | 14 apr. 2013 |
| 80-75                         | Lucca-Omegna             | 48-54        |
| 81-69                         | Reggio Calabria-Recanati | 57-60        |
| 100-88                        | Mirandola-San Severo     | 81-74        |
| 88-71                         | Chieti-Latina            | 68-74        |
| 59-57                         | Bari-Casalpusterlengo    | 55-88        |
| 68-77                         | Matera-Ferrara           | 93-91        |
| 80-60                         | Agrigento-Castelletto    | 59-82        |
| 79-72                         | Torino-Firenze           | 41-71        |
|                               | Treviglio-Bologna        |              |
| Riposano: Perugia e Treviglio |                          |              |

| Quindicesima giornata         |                         |              |
| 16 dic. 2012                  |                         | 21 apr. 2013 |
| 67-51                         | Treviglio-Lucca         | 83-94        |
| 76-65                         | Ferrara-Agrigento       | 59-70        |
| 84-74                         | Castelletto-Reggio C.   | 69-77        |
| 70-62                         | Omegna-Perugia          | 82-50        |
| 76-67                         | Casalpusterlengo-Matera | 81-68        |
| 90-62                         | Recanati-Bari           | 82-78        |
|                               | San Severo-Bologna      |              |
| 77-64                         | Latina-Mirandola        | 57-63        |
| 72-76                         | Firenze-Chieti          | 75-67        |
| Riposano: Torino e San Severo |                         |              |

| Sedicesima giornata |                           |              |
| 23 dic. 2012        |                           | 25 apr. 2013 |
| 75-67               | Reggio Calabria-Latina    | 91-83        |
| 78-82               | Omegna-Castelletto        | 70-67        |
| 76-54               | Casalpusterlengo-Recanati | 76-86        |
| 79-86               | Mirandola-Lucca           | 80-79        |
| 73-66               | San Severo-Firenze        | 72-94        |
| 79-62               | Bari-Chieti               | 71-57        |
| 73-70               | Agrigento-Treviglio       | 60-65        |
| 79-63               | Torino-Ferrara            | 68-76        |
| 66-73               | Perugia-Matera            | 58-62        |
|                     | Riposa: Bologna           |              |

| Diciassettesima giornata       |                         |              |
| 30 dic. 2012                   |                         | 28 apr. 2013 |
| 87-74                          | Treviglio-Reggio C.     | 53-71        |
|                                | Ferrara-Bologna         |              |
| 83-86                          | Lucca-Agrigento         | 66-71        |
| 66-75                          | Castelletto-Mirandola   | 87-86        |
| 77-69                          | Recanati-Omegna         | 64-68        |
| 69-63                          | Chieti-Casalpusterlengo | 69-60        |
| 75-79                          | Latina-Perugia          | 66-55        |
| 81-69                          | Matera-Torino           | 56-78        |
| 66-71                          | Firenze-Bari            | 73-63        |
| Riposano: San Severo e Ferrara |                         |              |

| Diciottesima giornata        |                          |             |
| 6 gen. 2013                  |                          | 5 mag. 2013 |
| 67-76                        | Perugia-Ferrara          | 70-86       |
|                              | Bologna-Chieti           |             |
| 86-76                        | Reggio Calabria-Lucca    | 83-89       |
| 71-40                        | Omegna-Treviglio         | 54-65       |
| 78-54                        | Casalpusterlengo-Firenze | 86-75       |
| 88-79                        | Mirandola-Recanati       | 63-70       |
| 76-80                        | San Severo-Matera        | 72-84       |
| 86-76                        | Bari-Castelletto         | 69-78       |
| 86-68                        | Torino-Latina            | 75-63       |
| Riposano: Agrigento e Chieti |                          |             |

| Diciannovesima giornata      |                              |              |
| 13 gen. 2013                 |                              | 12 mag. 2013 |
| 83-64                        | Treviglio-S. Severo          | 84-85        |
| 75-81                        | Ferrara-Reggio C.            | 78-77        |
| 61-50                        | Lucca-Perugia                | 86-85        |
| 81-79                        | Castelletto-Casalpusterlengo | 81-82        |
| 70-74                        | Recanati-Torino              | 64-93        |
| 90-92                        | Chieti-Omegna                | 69-65        |
| 55-70                        | Latina-Bari                  | 61-69        |
|                              | Matera-Bologna               |              |
| 72-64                        | Firenze-Agrigento            | 62-69        |
| Riposano: Mirandola e Matera |                              |              |

## Play-out

### Tabellone
Date: 19 maggio, 21 maggio, 24 maggio, 26 maggio, 29 maggio.
| Squadra 1              | Totale | Squadra 2                        | Gara 1  | Gara 2  | Gara 3  | Gara 4 | Gara 5  |
| ---------------------- | ------ | -------------------------------- | ------- | ------- | ------- | ------ | ------- |
| Basket Recanati        | 3 - 0  | Liomatic Perugia                 | 70 - 61 | 77 - 68 | 67 - 63 |        |         |
| Mobyt Ferrara          | 3 - 1  | EnoAgrimm San Severo             | 75 - 61 | 71 - 60 | 66 - 76 | 76-74  |         |
| Liomatic Group Bari    | 3 - 1  | Benacquista Assicurazioni Latina | 59 - 73 | 71 - 69 | 58 - 55 | 68-53  |         |
| Dinamica-DWB Mirandola | 2 - 3  | BLS Chieti                       | 77 - 62 | 70 - 63 | 65 - 80 | 63-88  | 79 - 85 |

## Play-off

### Tabellone
|  | Semifinali                | Semifinali                | Semifinali                | Semifinali                | Semifinali | Semifinali | Semifinali |  |  | Finale         | Finale         | Finale         | Finale         | Finale | Finale | Finale |  |
|  |                           |                           |                           |                           |            |            |            |  |  |                |                |                |                |        |        |        |  |
|  | Manital Torino            | Manital Torino            | Manital Torino            | Manital Torino            | 81         | 77         | 76         |  |  |                |                |                |                |        |        |        |  |
|  | Assigeco Casalpusterlengo | Assigeco Casalpusterlengo | Assigeco Casalpusterlengo | Assigeco Casalpusterlengo | 76         | 66         | 71         |  |  | Manital Torino | Manital Torino | Manital Torino | Manital Torino | 75     | 70     | 71     |  |
|  | Bawer Matera              | Bawer Matera              | 85                        | 58                        | 82         | 72         | 62         |  |  | Bawer Matera   | Bawer Matera   | Bawer Matera   | Bawer Matera   | 66     | 61     | 68     |  |
|  | Moncada Solar Agrigento   | Moncada Solar Agrigento   | 77                        | 60                        | 57         | 78         | 56         |  |  |                |                |                |                |        |        |        |  |

### Semifinali
Date: 19 maggio, 21 maggio, 24 maggio, 26 maggio, 29 maggio.
| Squadra 1      | Totale | Squadra 2                 | Gara 1  | Gara 2  | Gara 3  | Gara 4 | Gara 5 |
| -------------- | ------ | ------------------------- | ------- | ------- | ------- | ------ | ------ |
| Manital Torino | 3-0    | Assigeco Casalpusterlengo | 81 - 76 | 77 - 66 | 76 - 71 |        |        |
| Bawer Matera   | 3-2    | Moncada Solar Agrigento   | 85 - 77 | 58 - 60 | 82 - 57 | 72-78  | 62-56  |

### Finale
Date: 2 giugno, 4 giugno, 7 giugno.
| Squadra 1      | Totale | Squadra 2    | Gara 1  | Gara 2  | Gara 3  | Gara 4 | Gara 5 |
| -------------- | ------ | ------------ | ------- | ------- | ------- | ------ | ------ |
| Manital Torino | 3-0    | Bawer Matera | 75 - 66 | 70 - 61 | 71 - 68 |        |        |

## Verdetti
- Campione d'Italia Dilettanti e promossa in DNA Gold 2013-2014: Manital Torino
- Ammesse in Divisione Nazionale A Silver: Bawer Matera, SBS Castelletto, Paffoni Omegna, ArcAnthea Lucca, Co.Mark Treviglio, Brandini/Claag Firenze, Viola Reggio Calabria, Basket Recanati, Mobyt Ferrara, Liomatic Group Bari, BLS Chieti, Assigeco Casalpusterlengo, Moncada Solar Agrigento.
- Retrocesse in Divisione Nazionale B: Liomatic Perugia, EnoAgrimm San Severo, Benacquista Assicurazioni Latina.
- Ripescata in Divisione Nazionale A Silver: Dinamica-DWB Mirandola.
- Eagles Bologna viene esclusa dopo la 10ª giornata.